# Флавія Максиміана Теодора
Флавія Максиміана Теодора (лат. Flavia Maximiana Theodora; пом. після 306) — дружина римського імператора Констанція I Хлора у 293—306 роках. 

## Життєпис
Про життя Теодори зберіглося замало подробиць. За однією версією, вона була рідною донькою імператора Максиміана від неназваної жінки. За іншою версію, Теодора була донькою його дружини Євтропії від першого шлюбу з військовослужбовцем Афранієм Ганнібаліаном, що обіймав посаду префекта преторія. Тімоті Барнс вважає найбільш ймовірним те, що рідним батьком Теодори був Максиміан, а рідною матір'ю  — його перша дружина, що була донькою Афранія Ганнібаліана. Цим фактом пояснюється ім'я одного з синів Теодори, Ганнібаліана Старшого.
У 293 році імператор Максиміан видав її заміж за цезаря Констанція I Хлора, який перед тим був змушений розлучитися з Оленою, своєю першою дружиною. Це дозволило Констанцію закріпитися в римській системі влади та стати імператором у 305 році після добровільного зречення Максиміана. Теодора померла за кілька років після чоловіка, що пішов з життя у 306 році.

## Родина
Чоловік — Констанцій I Хлор
Діти:
- Далмацій (д/н—337)
- Юлій Констанцій (д/н—337)
- Ганнібаліан Старший
- Анастасія, дружина сенатора Бассіана
- Юлія Констанція (д/н—330), дружина імператора Ліцинія
- Євтропія (д/н—350)